# Cima della Capra
La Cima della Capra, Gajsjoch-Gurnatsch in tedesco, è un monte situato fra la Valle di Valles e quella di Altafossa, alto 2641 metri. Si trova nel lato est della Valle, all'altezza del comprensorio sciistico Jochtal, che si trova nel lato ovest. La vetta è raggiungibile attraverso la camminata sulla cresta partendo dalla Valle di Altafossa.